# Diễm xưa
"Diễm xưa" là một bài hát nổi tiếng của cố nhạc sĩ Trịnh Công Sơn viết năm 1960, được phát hành trong băng nhạc Sơn Ca 7, lấy từ ý "Diễm của những ngày xưa". "Diễm xưa" cũng được dịch ra tiếng Nhật dưới nhan đề 美しい昔 (Utsukushii mukashi) và được Khánh Ly trình bày ở hội chợ Osaka năm 1970. "Diễm xưa" còn được đưa vào chương trình giáo dục về môn văn hóa Việt tại một trường đại học ở Nhật Bản. Đại học Kansai Gakuin cũng có một cuốn sách viết về bài "Diễm xưa" có kèm theo DVD để tiện cho việc nghiên cứu của sinh viên. Bài hát còn được đài truyền hình NHK chọn làm bản nhạc chính cho một bộ phim về cuộc hôn nhân giữa một người đàn ông Nhật lấy người vợ Việt Nam.

## Hoàn cảnh sáng tác

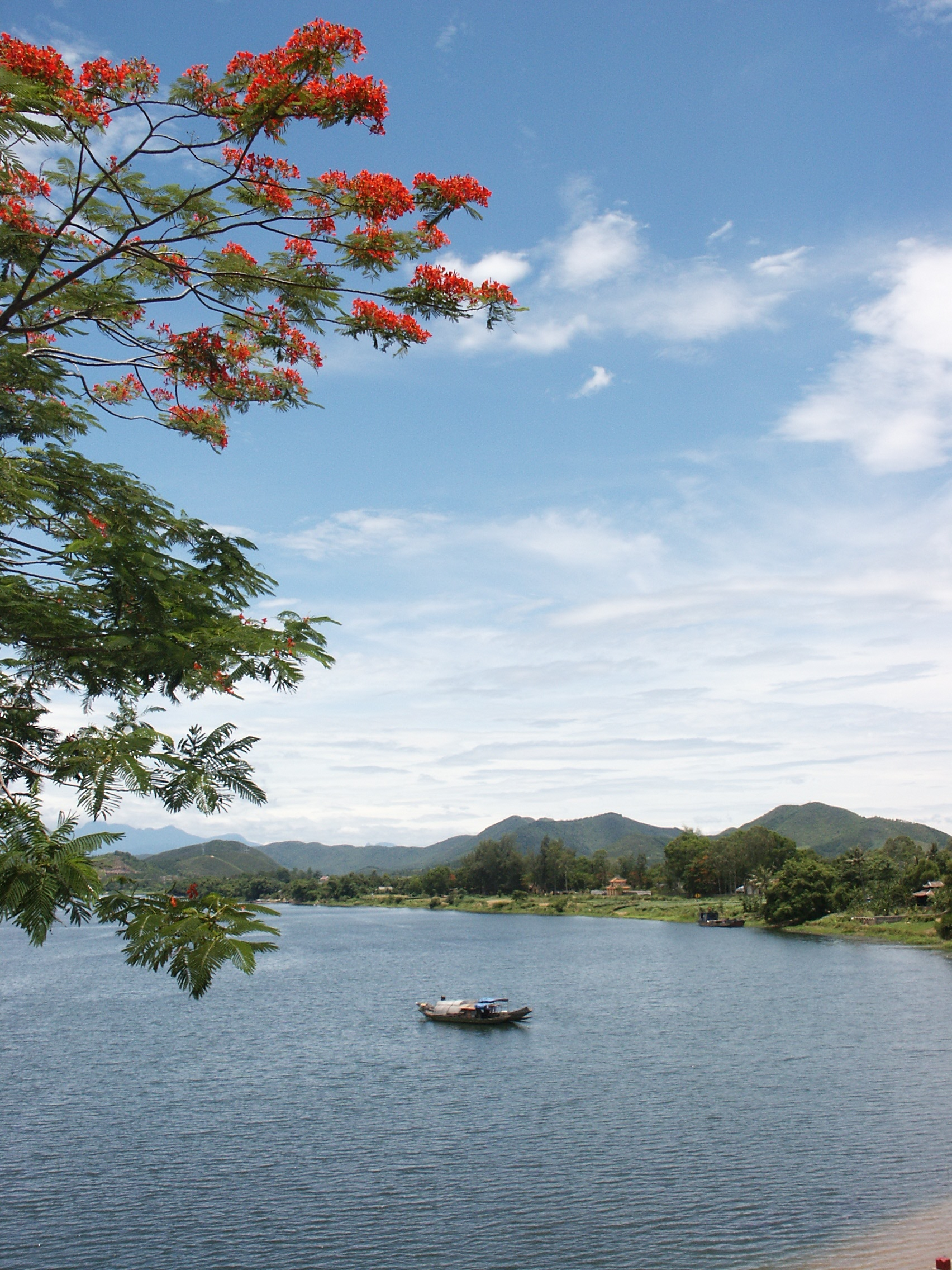
Sông Hương ở Huế

- Nguyên mẫu của bài hát là người con gái tên Ngô Vũ Bích Diễm [2][3]
- Nguyễn Đắc Xuân tả Diễm của Trịnh[4]

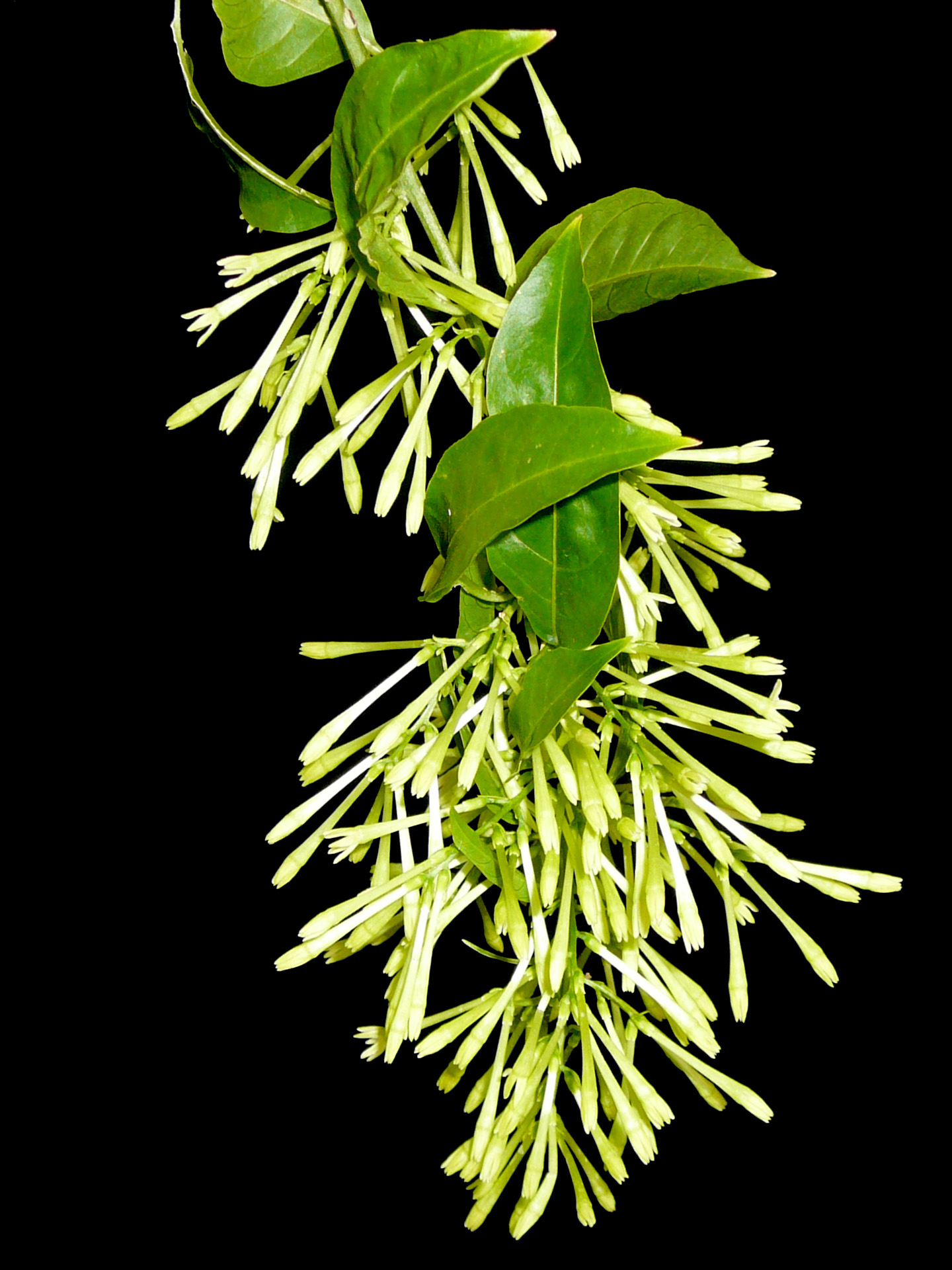
Dạ lý hương

- Hồi ức của Hoàng Tá Thích, em rể của Trịnh[5]
- Nhà văn hóa Huế, giáo sư Bửu Ý, đã kể lại một câu chuyện tình về Sơn và Diễm[2]

## Diễn giải trong bài
Theo ca sĩ Thái Hòa, tháp cổ ở đây không phải là chùa Thiên Mụ hay tháp Chàm mà là cổ ba ngấn trắng ngần của các thiếu nữ Huế được khoe ra khi mặc áo dài bà Nhu. 

## Phát hành và sức ảnh hưởng
- Bài "Diễm xưa" đầu tiên được dịch ra tiếng Nhật dưới nhan đề Utsukushii mukashi và được Khánh Ly trình bày ở hội chợ Osaka năm 1970[6]
- "Utsukushii Mukashi" được đài truyền hình l NHK chọn làm ca khúc chủ đề cho một phim bộ chiếu nhiều kỳ, nội dung về những khác biệt văn hóa trong gia đình giữa một người đàn ông Nhật lấy vợ Việt Nam.[7]
- Bản Utsukushii mukashi đã trở thành một trong 10 tình ca hay nhất mọi thời đại của Nhật Bản[8]
- Bản Utsukushii mukashi do ca sĩ Yoshimi Tendo trình bày đã xếp hạng 11 trong 20 ca khúc hay nhất trên kênh cáp của Nhật Bản năm 2004[9]
- Năm 2004 "Diễm xưa" là nhạc phẩm Á Châu đầu tiên được Đại học Kansai Gakuin đưa vào chương trình giáo dục của mình trong môn Văn hoá và Âm nhạc. Ngoài tài liệu về bài hát, nhà trường còn kèm theo DVD để sinh viên dễ dàng trong việc nghiên cứu học tập.[7]
- Năm 1970, hãng đĩa Myrica Music đã thu đĩa 2 bài hát Diễm Xưa và Ca Dao Mẹ của nhạc sĩ Trịnh Công Sơn bằng hai ngôn ngữ Việt Nam và Nhật Bản.[7]

## Ca sĩ thể hiện
- Khánh Ly
- Lệ Thu
- Hồng Nhung
- Ngọc Lan
- Thanh Lam
- Phạm Thu Hà
- Phương Thanh
- Đàm Vĩnh Hưng
- Don Hồ